# 아고정
아고정(阿児町)은 미에현 시마군에 설치되었던 정이다. 미나미세 지역(이세시마)에 포함된다.
2004년 10월 1일, 시마군 다이오정, 시마정, 하마지마정, 이소베정과 합병해 시마시가 성립해, 자치체로서의 아고정은 폐지되었다. 

## 지리
동서 11.25km, 남북 8.65km에 이른다.

## 역사
- 1955년 1월 1일 - 우가타정, 신메이촌, 다테가미촌, 시지마촌, 고카촌, 고촌, 아노리촌이 합병해 성립하였다.
- 2004년 10월 1일 - 시마군 다이오정, 시마정, 하마지마정, 이소베정

## 인구
| 1955년 | 17,809人 |  |
| 1960년 | 17,693人 |  |
| 1965년 | 17,497人 |  |
| 1970년 | 17,484人 |  |
| 1975년 | 18,327人 |  |
| 1980년 | 19,380人 |  |
| 1985년 | 20,455人 |  |
| 1990년 | 20,851人 |  |
| 1995년 | 22,213人 |  |
| 2000년 | 22,995人 |  |

## 교통

### 철도
- 긴키 닛폰 철도
  - 시마 선

### 도로
- 국도 제167호선
- 국도 제260호선 (일본)(일본어판)